# Милтън-Фрийуотър (град, Орегон)
Милтън-Фрийуотър (на английски: Milton-Freewater) е град в окръг Юматила, щата Орегон, САЩ. Милтън-Фрийуотър е с население от 6740 жители (2000) и обща площ от 4,9 km². Намира се на 326,4 m надморска височина. ЗИП кодът му е 97862, а телефонният му код е 541.